# Tatăl miresei (film din 1950)
Tatăl miresei (titlu original: Father of the Bride) este un film american din 1950 regizat de Vincente Minnelli. Rolurile principale au fost interpretate de actorii Spencer Tracy, Elizabeth Taylor și Joan Bennett. Tatăl miresei este un film de comedie despre un om care încearcă să facă față pregătirilor pentru viitoarea nuntă a fiicei sale. A fost foarte popular, aducând companiei MGM un profit de 2.936.000$ și a avut o continuare în 1951, Micul dividend al tatei.

## Distribuție
- Spencer Tracy  - Stanley T. Banks
- Joan Bennett  - Ellie Banks
- Elizabeth Taylor  - Kay Dunstan
- Don Taylor  -  Buckley Dunstan
- Billie Burke  - Doris Dunstan
- Moroni Olsen  - Herbert Dunstan
- Marietta Canty  - Delilah
- Russ Tamblyn  -  Tommy Banks
- Tom Irish  - Ben Banks

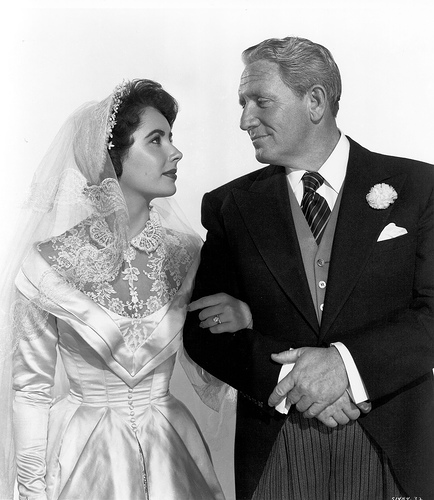
Stanley T. Banks (Tracy) și Kay Dunstan (Taylor) în scena cu nunta

- Paul Harvey  - Reverend Galsworthy